# 倒感叹号及倒问号
倒问号（¿）和倒感叹号（¡）是分别用于开始疑问句和感叹句（或从句）的标点符号，主要在西班牙语中使用，有时也在与西班牙语有文化联系的语言中使用，如旧标准的加利西亚语和瓦赖文。这两种符号也可以用多种方式组合使用，来表达疑问、惊讶或不相信的情感。在用到这些符号的句子的句尾，会出现它们的镜像符号（?、!），即用于大多数其他语言的问号和感叹号。与沿基线被打印的结束符不同，反问号和反感叹号会被打印到基线下方。

## 用法
倒问号（¿）是一种写在疑问句首字母前或引导疑问从句的标点符号。这是其他拉丁字母文本中为人熟知的标准符号 "?" 的倒转形式。倒转标点符号在西班牙语中尤为重要，因为它的句法意味着陈述句和疑问句用词可能完全相同。
多数语言中只在疑问句尾使用单个问号，如： 西班牙语过去也是如此，而且确实同时保留了这个句尾的问号和句首的倒问号。

## 采用
倒问号在西班牙皇家语言学院提出决议之后很久才被采纳。1754年出版的  （卡斯蒂利亚语正写法）第二版将倒问号推荐为书面西班牙语标示疑问句开始的符号——如 （“你多大？”）。西班牙皇家语言学院也为感叹句推出了类似的 "¡" 和 "!" 符号。这有助于读者在长句中识别问句和感叹句。“你喜欢夏天吗？”和“你喜欢夏天。”分别被翻译为  和 （西班牙语中，一般疑问句和对应陈述句的用词可能相同。）这些新规则正逐渐得到接受；有19世纪出版的书籍中作者未使用 "¡" 或 "¿"。
在既有陈述又有疑问的句子中，疑问从句由句首的倒问号隔离，例如： （“如果你不能和他们走，想和我们走吗？”），而不是 。
在较短且无歧义的问句，如 （“谁来了？”）中，一些作家会省略倒问号。这在加利西亚语 和加泰罗尼亚语中是标准。 
一些西班牙语作家，包括诺贝尔奖得主巴勃罗·聂鲁达（1904–1973），拒绝使用倒问号。由于节省时间，目前互联网聊天室和即时通讯中只在问句结尾使用单个 "?" 已经很常见。多个结尾标点表示强调：，而不是标准的  （“为何这样说？”）。 有人会在句首和句尾同时使用结尾标点（如 ）。鉴于非正式语境，这似乎并不重要；然而，教师们将这种做法看作一个问题，惧怕并声称当代学生正将这种做法不当地、错误地推广到作业和学术论文中。

## 历史
1668年，约翰·威尔金斯提议在句尾使用倒感叹号 "¡" 以表示讽刺。他是众多认为需要这样一种标点符号的人（包括德西德里乌斯·伊拉斯谟）之一。但是威尔金斯的请求，正如其他尝试一样，没能得到采纳。

## 混用
在西班牙文中，以倒感叹号（"¡"）开始并以问号（"?"）结束一个句子（或与之相反）表示一个虽是问句、但同时有明显感叹或惊讶语气的句子，例如：（“你认为自己是谁？！”），是可以接受的。一句话中多嵌套使用四个符号，即一种符号处于外侧，另一种处于内侧（¿¡Y tú quién te crees!?, ）。
Unicode 5.1还包含 U+2E18  INVERTED INTERROBANG，是倒转的疑问惊叹号（也称为 "gnaborretni" (/ŋˌnɑːbɔːrˈɛt.ni/)），一种用于在同一个字符里表示兴奋和疑问的非标准标点符号。

## 电脑使用

### 编码
¿和¡均处于Unicode Common block并继承ISO-8859-1标准：
- U+00A1 ¡ INVERTED EXCLAMATION MARK
- U+00BF ¿ INVERTED QUESTION MARK

此字符也在多数扩展ASCII编码中出现。
在Windows上，倒问号在文件或目录名称中有效，然而正常的问号是保留字，不能使用。

### 键盘

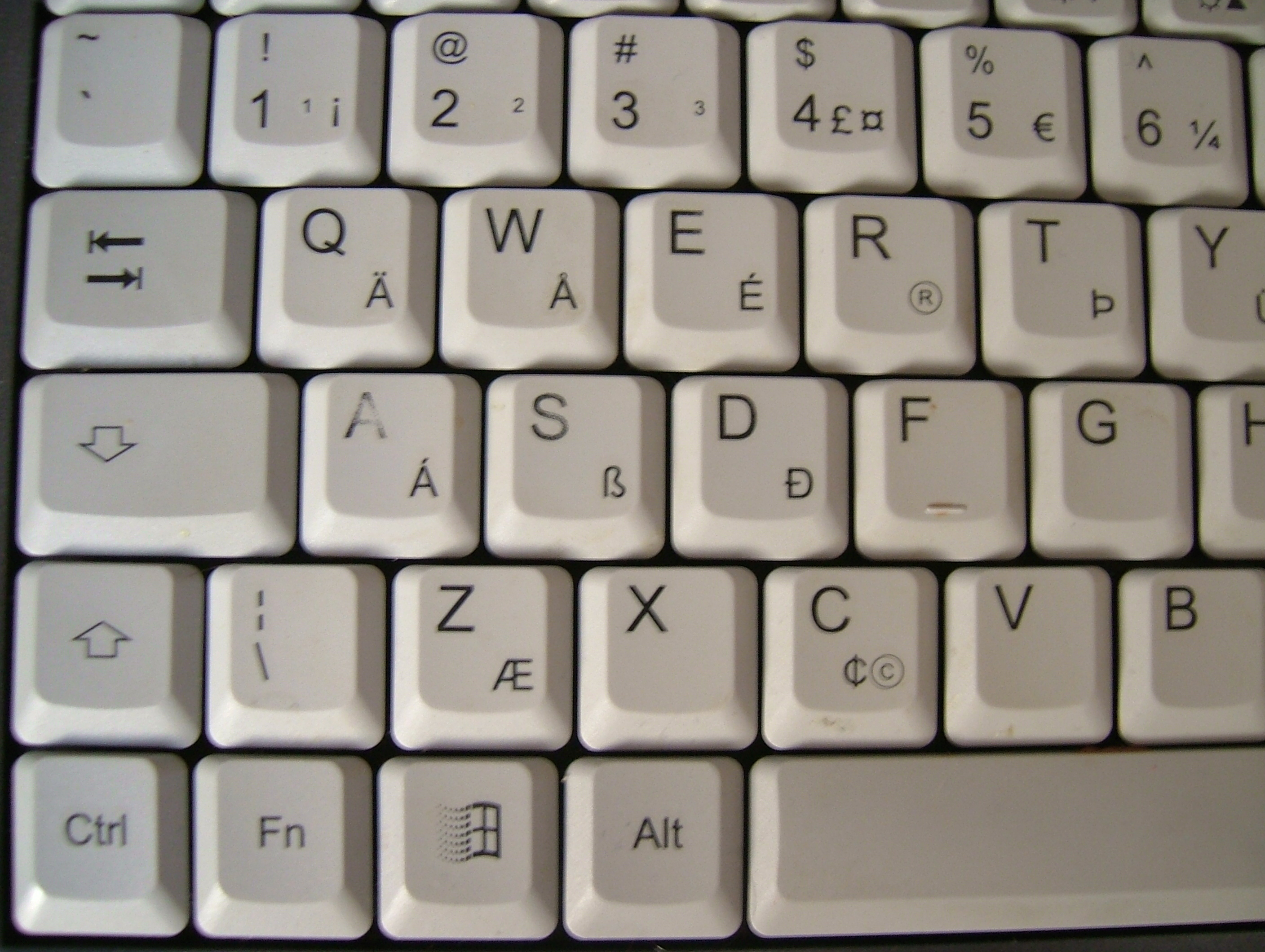
在现代的美式键盘上，字符 "¡" 可通过 AltGr+1 输入。在标准美式键盘上切换到美式键盘布局也可以输入。

在西班牙语国家，¿ 和 ¡ 在所有键盘布局中可用。在智能手机的屏幕键盘上长按 ? 或 ! 一般也能输入这两个符号。自动更正通常会将打在句首的正常符号转换为倒转符号。
|                | ¡                         | ¿                         |
| -------------- | ------------------------- | ------------------------- |
| Windows        | Alt+173 Alt+0161          | Alt+168 Alt+0191          |
| Microsoft Word | Ctrl+Alt+⇧ Shift+1        | Ctrl+Alt+⇧ Shift+/        |
| 国际键盘       | AltGr+1                   | AltGr+/                   |
| Linux          | Compose! Ctrl+⇧ Shift+uA1 | Compose? Ctrl+⇧ Shift+uBF |
| macOS          | ⌥ Option+1                | ⌥ Option+⇧ Shift+/        |
| HTML           | &iexcl; &#161;            | &iquest; &#191;           |
| LaTeX          | !` \textexclamdown        | ?` \textquestiondown      |